# 波密蒿
波密蒿（学名：Artemisia tafelii）是菊科蒿属的植物，是中国的特有植物。分布在中国大陆的西藏等地，生长于海拔3,600米的地区，常生长在灌丛中，目前尚未由人工引种栽培。

## 别名
寒漠蒿（西藏）